# Konrad von Jungingen
Konrad von Jungingen (Jungingen, 1355 – Malbork, 1407. március 30.) a Teuton Lovagrend 25. nagymestere 1393 és 1407 között. Jungingenben született Délnyugat-Németországban és öccsével Ulrich von Jungingennel lépett be a rendbe, aki a grünwaldi csata hősi halottja volt.

## Élete
Nagy haditettei közé tartozik Gotland szigetének elfoglalása, amelyet a Vitális Testvérek uraltak. A lovagrend a Hanza szövetségese volt és nem tűrhette, hogy a Vitálisok kalózkodjanak a Balti-tengeren, melyet ők a Hanza beltengerének tekintettek. Támogatta a litván trónkövetelőt, Vytautast, unokatestvére, Jagelló Ulászló ellen, aki Lengyelországot uralta. A 15. század elején ő hódította meg a lovagrendnek Žemaitiát, Vytautas birtokát.
1407-ben hunyt el Marienburgban. Halálára mint valóságos mártírságra tekintenek. Jungingen epekőtől szenvedett, orvosa pedig maszturbációt javasolt, hogy ezáltal hajtsa ki a követ magából. Erre viszont a mélyen vallásos és erkölcsös lovag nem volt hajlandó és szenvedését tűrve végül meghalt. Utódja öccse lett.